# Aleksandar Petrović
Pour les articles homonymes, voir Aleksandar Petrović (homonymie).
Aleksandar Petrović est un réalisateur et scénariste yougoslave, né le 14 janvier 1929 à Paris où il est mort le 20 août 1994.

## Biographie

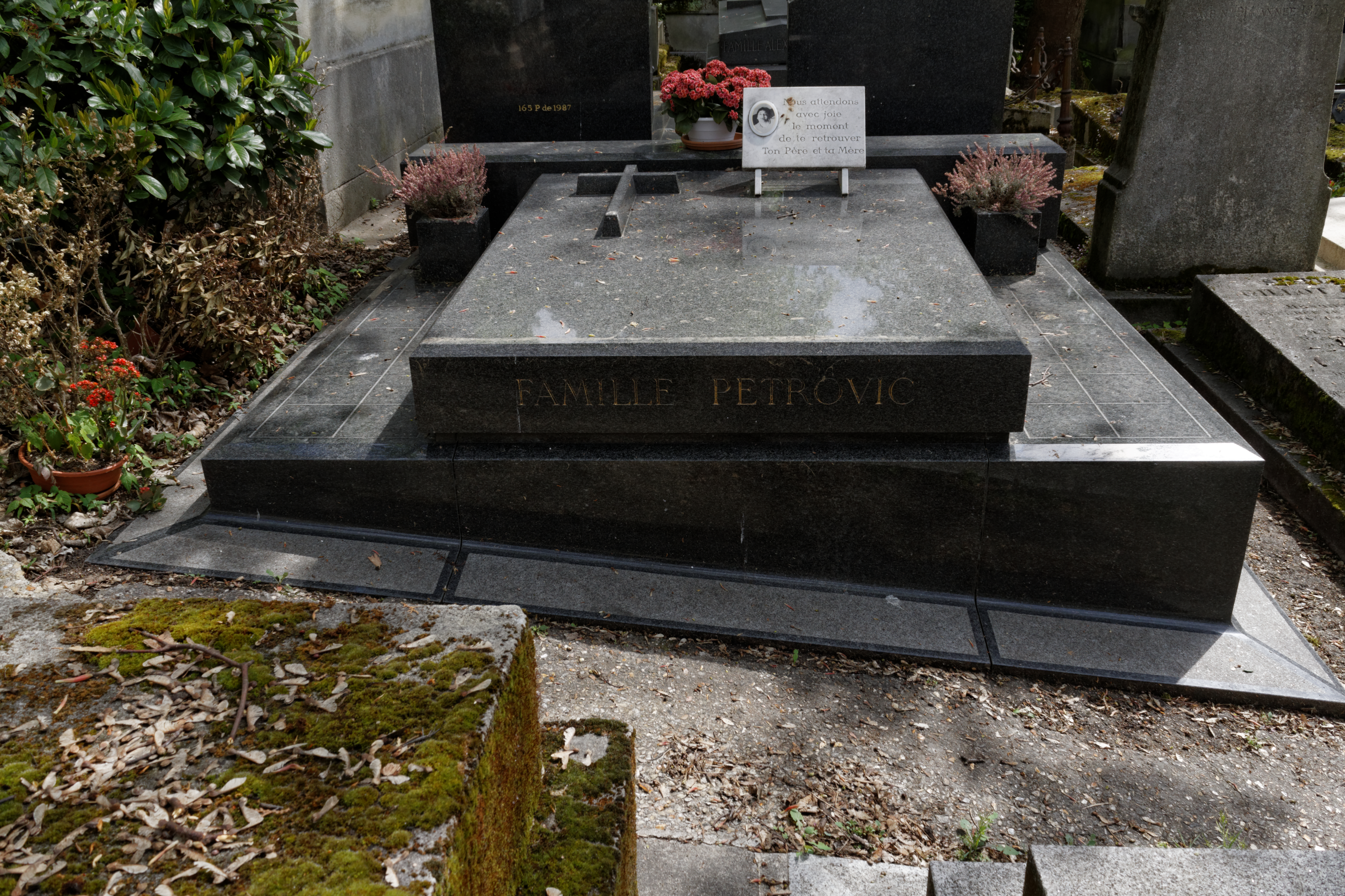
Tombe d'Aleksandar Petrović au cimetière du Père-Lachaise à Paris.

Comptant à partir des années 1960 parmi les cinéastes serbes les plus connus, et membre de la Vague noire yougoslave, Aleksandar Petrović a vu deux de ses films nommés à l'Oscar du meilleur film étranger à Hollywood : Tri en 1966 et J'ai même rencontré des Tziganes heureux en 1967. Ce dernier film lui a également valu le grand prix spécial du jury et le prix FIPRESCI de la Critique internationale à Cannes. En 1979, le prix du meilleur film de l’histoire du cinéma yougoslave est attribué à J’ai même rencontré les Tziganes heureux, par les critiques et les artistes yougoslaves rassemblés sous l'égide del’Institut du film yougoslave.
En 1962, Aleksandar Petrović est nommé professeur à l’Académie de cinéma, théâtre et télévision de Belgrade. Il tient la chaire de la mise en scène.
En 1969, Aleksandar Petrović est nommé chevalier de l'ordre des Arts et des Lettres par le gouvernement français, recevant sa décoration des mains d’André Malraux, dernier ministre de la Culture du général de Gaulle. Ce fut la première fois qu’un cinéaste yougoslave était ainsi reconnu.
Pendant de nombreuses années, il a été le président de l’Association des cinéastes yougoslaves. Il a également été un des fondateurs et membre de l’Académie européenne du cinéma et de la télévision.
Membre de la SACD (Société des auteurs et compositeurs dramatiques à Paris, Bruxelles et Montréal), il a été en Yougoslavie un des fondateurs de l’Académie des arts et des sciences du cinéma (AFUN-Akademija za Filmsku Umetnost i Nauku) et un des fondateurs et le président du FEST (le Festival des meilleurs films étrangers de Belgrade).
Aleksandar Petrović a été le président ou membre du jury de nombreux festivals nationaux et internationaux (il fut membre du jury du 17e Berlin International Film Festival en 1967 et du Festival de Cannes en 1971).
En 1973 Aleksandar Petrović est renvoyé de l’Académie du cinéma et son passeport lui est confisqué. Il rentre alors dans une période de disgrâce en Yougoslavie qui durera dix-huit ans. Il est considéré une personne dangereuse et gênante pour le régime. n’est que dans les années 1990 que le Tribunal lui donnera officiellement raison en concluant qu’il s’agissait d’une « inacceptable disqualification politique». Aleksandar Petrović précisera que c’était une machination politique qui le visait personnellement. Son statut d’enseignant sera rétabli.
Aleksandar Petrovic a laissé derrière lui d'innombrables textes. Depuis 1949 jusqu’à la fin de sa vie il a écrit pour de nombreux journaux et revues spécialisées, aussi bien yougoslaves que mondiaux. Durant des années il fut critique de cinéma, essayiste et journaliste. Il est l’auteur de centaines d’articles sur le cinéma et la théorie cinématographique. Vers la fin de sa vie Aleksandar Petrović écrit aussi des articles sur la politique et s’engage activement pour la démocratie. Il est inhumé au cimetière du Père-Lachaise (57e division).
Le Festival de films d’auteurs de Belgrade (FAF) a été créé en 1995 en l’honneur d’Aleksandar Petrović. Le grand prix porte son nom du grand prix Aleksandar Saša Petrović.

## Engagement politique
En 1973, Petrović est forcé de quitter ses fonctions à l'Académie du film de Belgrade pour des positions jugées trop anticommunistes par le gouvernement. En décembre 1989, il rejoint le Parti démocrate de Serbie, première force politique d'opposition autorisée face au Parti communiste. Aleksandar Petrović a été un des premiers intellectuels à s’opposer à Slobodan Milošević. Il a fondé le Parti libéral au début des années 1990, dont il est resté vice-président jusqu’à sa mort. Il se voulait libéral-démocrate et était opposé aux excès nationalistes et à la guerre.

## Filmographie

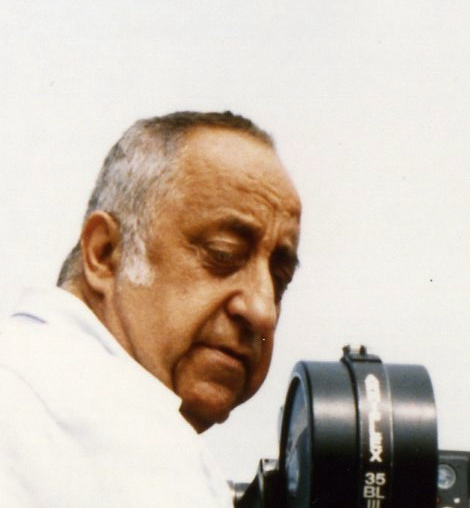
Alexandar Petrovic en action.

### Comme réalisateur

#### Courts et moyens métrages documentaires
- 1955 : Uz druga je drug (Côte à côte)
- 1956 : Let nad mocvarom (Entre ciel et marais)
- 1957 : Petar Dobrovic
- 1958 : Putevi (Les chemins)
- 1960 : Rat - ratu (La guerre à la guerre)
- 1964 : Zapisnik (Le procès-verbal)
- 1965 : Sabori (Kermesses)

#### Longs métrages
- 1958 : Jedini izlaz (La seule issue)
- 1961 : Elle et lui (Dvoje)
- 1963 : Dani (Les jours)
- 1965 : Tri (Trois)
- 1967 : J'ai même rencontré des Tziganes heureux (Skupljaci perja)
- 1968 : Il pleut dans mon village (Bice skoro propast sveta nek propadne nije steta)
- 1972 : Le Maître et Marguerite (Il maestro e Margherita)
- 1977 : Portrait de groupe avec dame (Gruppenbild mit Dame)
- 1989 : Migrations (ou La Guerre la plus glorieuse) avec Isabelle Huppert et Richard Berry

### Comme scénariste
Aleksandar Petrovic est scénariste de tous ses films qu'il a réalisé et :
- 1981 Benya le roi ou le Cavalier rouge était un projet cinématographique très ambitieux. Alexandar Petrovic en avait signé le scénario d'après Isaac Babel et devait le réaliser. Projet très ambitieux, la production a été difficile à monter, Petrovic est remplacé par Ivan Passer, le casting alors était particulièrement alléchant : David Bowie (succédant à Richard Dreyfuss) et Isabelle Adjani, Jean de Coninck, Jean René Gossart. La production avait commencé pour les extérieurs durant l'hiver et devait reprendre à la fin du printemps. Finalement elle n'a jamais reprise. Coproduction Catherine Winter pour SOFRACIMA Paris et JADRAN FILMS Zagreb. Les costumes avaient été réalisés par Jacques Fonteray.
- 1983 : La Vengeance du faucon (Banovic Strahinja) de Vatroslav Mimica
- Le Voleur (Lopov) scénario d’Aleksandar Petrović, d’après le roman de Léonide Leonov, (projet avec les producteurs Dunav film Belgrade, Aria film Genève).
- Les mémoires de Leopold Treper (Memoari Leopolda Trepera) scénario Aleksandar Petrovic, (projet avec Trinacra Films, producteur Yves Rousset-Rouard).
- Au nom de tous les miens (U ime svih mojih) d’après le roman de Martin Gray, coscénaristes Aleksandar Petrović et Max Gallo, (projet avec Trinacra Films)

## Mises en scène de théâtre
- 1979 : Pseće srce (Cœur de chien), scénario et mise en scène d’Alexandre Petrović, d’après le roman de Mikhaïl Boulgakov, théâtre L’atelier 212 à Belgrade
- 1982 : Majstor i Margarita (Le Maître et Marguerite), mise en scène et dramaturgie : Aleksandar Petrović, auteur : Mikhaïl Boulgakov, théâtre national de Belgrade

## Publications
- Skupljači perja - Scénario du film J’ai même rencontré des tziganes heureux
- 1950-1965 Novi film (1950-1965 Le nouveau film)
- Novi film Crni film 1965-1970 (Le nouveau film – film noir 1965-1970)
- Sve moje ljubavi – slepi periskopi (Tous mes amours – les périscopes aveugles)
- Benja kralj Benja le roi Scénario du film de long métrage inspiré par les nouvelles d’Isaac Babel.
- Pseće srce, Majstor i Margarita et Purpurno ostrvo D’après les œuvres de Mikhaïl Afanassievitch Boulgakov. Scénarios pour les films de long métrage et les pièces de théâtre Cœur de chien et Le Maître et Marguerite et l’adaptation de la nouvelle L’île pourpre.
- Soko (Le Faucon titre français du film) Scénario écrit en 1977 et inspiré par un poème épique Serbe.
- 1973. L’année du vampire (1973. Godina vampira)  réunit deux scénarios et un synopsis. L’un d’eux est  Emmanuelle 2 (Emanuella II). Un autre scénario est  Le Baron Vampire (Baron Vampir) et le synopsis  John F. Kennedy (Džon F. Kenedi).

## Distinctions

### Tri
- Festival du film de Pula 1965 :
  - grand prix Arène d'or (Zlatna Arena) du meilleur film ;
  - grand prix Arène d'or (Zlatna Arena) de la mise en scène.
- Festival international du film de Karlovy Vary 1966 : premier grand prix du meilleur film (Hlavna Cena I).
- Oscars 1967: nomination à Oscar du meilleur film en langue étrangère.

### J'ai même rencontré des Tziganes heureux
- Festival de Cannes 1967 : 
  - grand prix ;
  - prix FIPRESCI de la Critique Internationale.
- Festival du film de Pula 1967 :
  - grand prix Arène d'Or (Zlatna Arena) du meilleur film ;
  - grand prix Arène d'Or (Zlatna Arena) de la mise en scène.
- Oscars 1967 : nomination à l'Oscar du meilleur film en langue étrangère.
- Golden Globes 1969 : nomination au Golden Globe du meilleur film en langue étrangère.
- 1968 : Meilleur film étranger pour la Foreign Press Association.
- Festival de Cannes Cannes Classics 2017.

### Il pleut dans mon village
- Festival de Cannes 1969 : sélection officielle[2].

### Le Maître et Marguerite
- Festival du film de Pula 1972 :
  - grand prix Arène d'Or (Zlatna Arena) du meilleur film ;
  - grand prix Arène d'Or (Zlatna Arena) de la mise en scène ;
  - grande porte d'or (Zlatna vrata Pule) du meilleur film.
- Mostra de Venise 1972 : prix du Comité international de diffusion de l'art et des lettres par le cinéma pour Les Conspirateurs[3].

### Portrait de groupe avec dame
- 1977 : prix du film allemand pour le meilleur film.
- Festival de Cannes 1977 : en sélection officielle[4].